# Shinsakae-machi (metropolitana di Nagoya)
Shinsakae-machi (新栄町駅?, Shinsakae-machi-eki) è una stazione della metropolitana di Nagoya situata nel quartiere di Naka-ku, nel centro di Nagoya.

## Linee
Linea Higashiyama

## Struttura
La stazione, sotterranea, possiede due banchine laterali con due binari passanti. L'accesso è facilitato da ascensori e scale mobili presenti su entrambi i marciapiedi, e alcune uscite in superficie, e sono installati tornelli automatici.
| 1 | Linea Higashiyama | per Chikusa, Higashiyama Kōen e Fujigaoka   |
| 2 | Linea Higashiyama | per Sakae, Nagoya, Nakamura Kōen e Takabata |

## Stazioni adiacenti
| «                 | Servizio          | »                 |
| Linea Higashiyama | Linea Higashiyama | Linea Higashiyama |
| ----------------- | ----------------- | ----------------- |
| Sakae             | -                 | Chikusa           |